# 山椒大夫
『山椒大夫』（さんしょうだゆう）は、説話「さんせう太夫」をもとにした森鷗外による小説で、鷗外の代表作の一つである。

## 原典
中世の芸能であった説経節の「五説経」と呼ばれた有名な演目の一つ「さんせう太夫」を原話として執筆され、1915年（大正4年）、森鷗外53歳の時に「中央公論」に掲載された。

### さんせう太夫
岩城の判官正氏の御台所、その子安寿とつし王（厨子王）が、帝から安堵の令旨を賜るべく都へと向かう途中、人買いにたぶらかされて親子離れ離れに売られ、姉弟は丹後の長者「山椒太夫（三庄太夫）」のもとで奴隷として辛酸をなめる。姉の安寿は弟を脱走させたため山椒太夫の息子・三郎によって凄惨な拷問を受けた末に殺されてしまう。つし王は神仏により救われて出世し、山椒太夫父子に苛烈な復讐を行う。

### 舞台
丹後国の由良海岸（京都府宮津市）が舞台とされている。

## あらすじ
平安時代の末期、丹後の国守をしていた父・平正氏が筑紫に左遷され、母玉木、その子安寿と厨子王の姉弟、女中姥竹の４人は母の故郷に向かう途中、人買いの山岡太夫に襲われて引き離される。女中は身を投げ、母は佐渡に売られ、姉弟は丹後の荘園領主・山椒大夫の奴隷として売られ、姉は潮汲み、弟は柴刈りと過酷な労働で虐げられる。やがて安寿は厨子王に逃亡を勧め、自分は追っ手を食い止め、弟を逃がした後で彼女は入水自殺をしてしまう。厨子王は中山国分寺に隠れ、父の所業を悲しんで家出した大夫の息子である寺僧に匿われ、都に出て関白に直訴する。一度は捕らわれて投獄されたが、彼が正氏の嫡子であることが分かり、丹後の国守に命じられる。彼は着任すると直ちに人身売買を禁じ、右大臣の私領たる大夫の財産を没収する。そして国守の職を辞して佐渡に渡り、盲目となり足も不自由な母と涙の再会を果たした。

## 小説化における脚色
世に知られた安寿・厨子王伝説をいかにして小説『山椒大夫』に仕立てたかを随筆「歴史其儘と歴史離れ」で鷗外自らが具体的に語っている。それによると、伝説の筋書きを基にしながら、登場人物の年齢から実際の年号を振り当て、そのうえで辻褄が合わない、あるいは鷗外の好みに合わない部分に小説的な脚色を加えていったと述べている。鷗外は小説化にあたり、安寿の拷問や山椒大夫が処刑される場面など、原話で聴かせ所として具体的に描写される残酷な場面はほとんど切り捨てている。また、労働者に賃金を支払うよう命じられた山椒大夫の一家が、その後むしろ一層富み栄えたというのも森鷗外のオリジナルである。
また、原作では焼印を押されてしまうが、森鷗外の山椒大夫では、夢の中の出来事として扱われており、お守りの地蔵に焼印が有ったとしている。

## 映画
1954年3月31日公開。大映製作・配給の溝口健二監督作品。ヴェネツィア国際映画祭で銀獅子賞を獲得するなど、海外でも高く評価され、溝口の代表作のひとつとなった。

### 概要

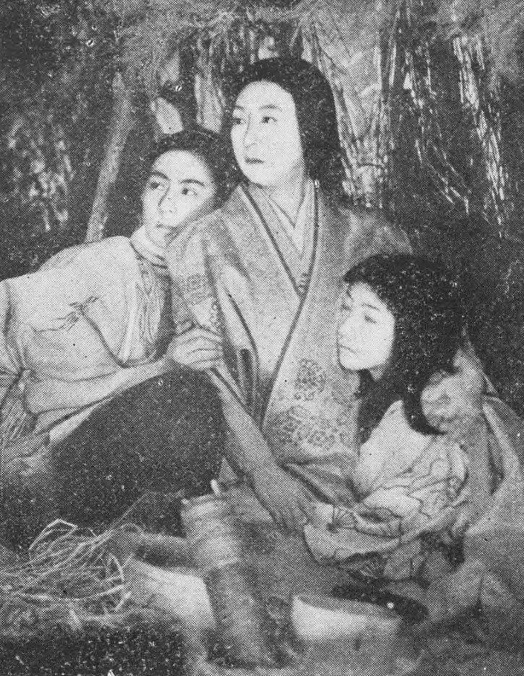
花柳喜章、田中絹代、香川京子

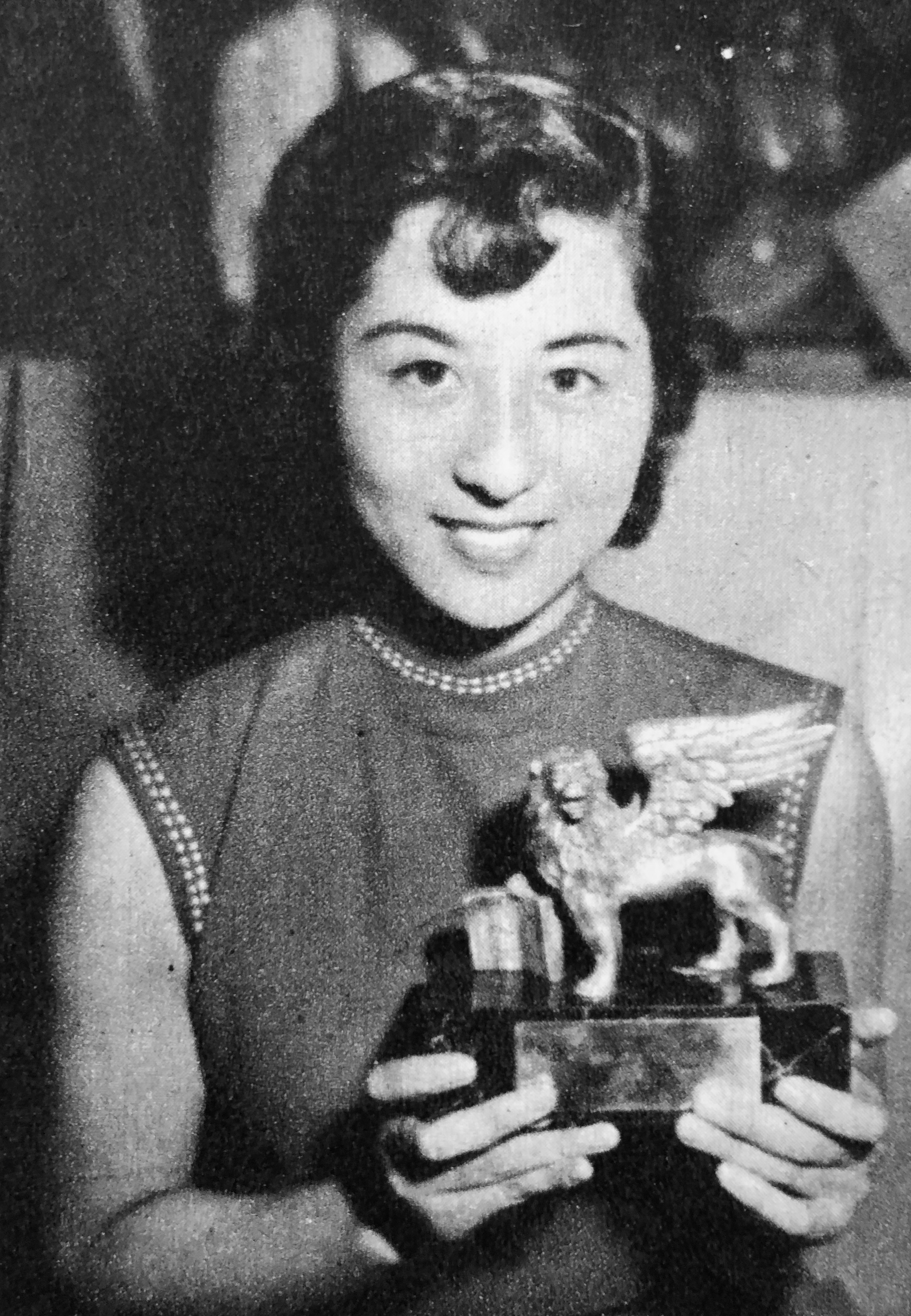
香川京子とヴェネツィア国際映画祭銀獅子賞のトロフィー（1954年9月）

依田義賢と八尋不二が共同で脚色し、溝口が監督した。厨子王と安寿の設定が『姉弟』から『兄妹』に変更しているなど細部に変更がある。本作は海外でも高く評価され、ヴェネツィア国際映画祭で銀獅子賞を獲得、溝口は『西鶴一代女』『雨月物語』に次いで3年連続でヴェネツィア国際映画祭に入賞した。ほか、国内ではキネマ旬報ベストテン第9位にランクインされた。ラストの海のシーンはジャン＝リュック・ゴダールが『軽蔑』『気狂いピエロ』で再現したほどである。

### スタッフ
- 監督：溝口健二
- 製作：永田雅一
- 脚本：八尋不二、依田義賢
- 原作：森鷗外
- 企画：辻久一
- 撮影：宮川一夫
- 録音：大谷巌
- 照明：岡本健一[3]
- 美術：伊藤熹朔
- 音楽：早坂文雄
- 編集：宮田味津三
- 助監督：田中徳三
- 進行：小澤宏

### キャスト
- 玉木：田中絹代
- 厨子王：花柳喜章
- 安寿：香川京子
- 山椒大夫：進藤英太郎（東映）
- 仁王：菅井一郎（第一協団）
- 吉次：見明凡太郎
- 小萩：小園蓉子（松竹）
- 姥竹：浪花千栄子
- 巫女：毛利菊江
- 藤原師実：三津田健（文学座）
- 平正氏：清水将夫（民芸）
- 曇猛律師：香川良介
- 太郎：河野秋武
- 内蔵介工藤：小柴幹治
- 左太夫：荒木忍
- 少年時代の厨子王：加藤雅彦 (後の津川雅彦)
- 少女時代の安寿：榎並啓子
- 遊女中君：大美輝子
- 波路：橘公子
- 汐乃：金剛麗子
- 平正末：南部彰三
- 遊女宿の親方：東良之助
- 判官代則村：大邦一公
- 金平：伊達三郎
- 奴：石原須磨男
- 木戸の番人：天野一郎
- 萱野：相馬幸子
- 船着場の女：小松みどり

## テレビドラマ
「安寿と厨子王」のタイトルで、1976年12月20日～12月23日にNHKの少年ドラマシリーズの枠で放送。田中澄江脚本。出演に池上季実子、長谷川諭、天本英世、津島恵子など。

## 舞台
CLIEが製作する朗読演劇シリーズで、森鷗外の別作品『高瀬舟』と合わせた内容で舞台化された。
- 極上文學 第9弾『高瀬舟・山椒大夫』（2015年10月、製作：CLIE・企画：MAG.net・制作：Andem）

### 出演
村田充、伊勢大貴、藤原祐規、松本祐一、椎名鯛造、水石亜飛夢、服部翼、松田洋治、天宮良

### スタッフ
- 演出：キムラ真（ナイスコンプレックス）
- 脚本：神楽澤小虎(MAG.net)
- 音楽：橋本啓一

## その他
中島みゆきが自身で構成・演出・作詞作曲・主演をつとめる『夜会』でモチーフとなる。タイトルは『中島みゆき「夜会」～夜物語～元祖・今晩屋』。
2008年11月20日～12月19日に赤坂ACTシアター、2009年1月30日～2月15日にシアターBRAVA!で行う。